# أولاد بلحسن (تندرارة)
أولاد بلحسن هي إحدى مشيخات المملكة المغربية، تتبع جغرافيا لإقليم فكيك وإداريًا لتندرارة. يقدر عدد سكانها بـ 1477 نسمة حسب الإحصاء الرسمي للسكان والسكنى لسنة 2004.